# 茲維里夫卡
48°21′19″N 31°27′51″E / 48.35528°N 31.46417°E
茲維里夫卡（羅馬化：Zvirivka）是烏克蘭中部基洛夫格勒州新烏克蘭卡區新烏克蘭卡市鎮的村莊。該村處於黑塔什雷克河畔，海拔高度147米，2001年人口602。